# 1948
1948 (MCMXLVII) je bilo prestopno leto, ki se je po gregorijanskem koledarju začelo na četrtek.

## Dogodki
- 4. januar - Burma razglasi neodvisnost od Združenega kraljestva.
- 12. januar - Mahatma Gandi prične s postom v protest proti nasilju med razdeljevanjem Indije, ki ga konča atentat nad njim konec januarja.
- 30. januar – 8. februar - Zimske olimpijske igre v St. Moritzu, Švica.
- 16. februar - Gerard Peter Kuiper odkrije Mirando, najbolj notranji Uranov naravni satelit.
- 25. februar - Komunistična partija Češkoslovaške prevzame absolutno oblast v državi, dogodek kasneje obeležujejo kot »zmagoviti februar«.
- 7. april - ustanovljena je Svetovna zdravstvena organizacija.
- 9. april - atentat na liberalnega voditelja Jorgeja Eliécerja Gaitána sproži množične proteste v Bogoti; nasilni politični nemiri v Kolumbiji (La Violencia) trajajo še nadaljnjih 10 let.
- 16. april - ustanovljena je Organizacija za evropsko gospodarsko sodelovanje (OECC), današnja Organizacija za gospodarsko sodelovanje in razvoj (OECD).
- 14. maj - Izrael formalno razglasi neodvisnost; dan kasneje spopadi med Izraelci in Arabci prerastejo v vojno, ki jo danes označujemo za prvo arabsko-izraelsko vojno.
- 28. maj - z izvolitvijo Daniela Françoisa Malana za premiera Južne Afrike se prične obdobje apartheida v državi.
- 3. junij - konec gradnje observatorija Mount Palomar v Kaliforniji.
- 21. junij -
  - v Manchestru poženejo prvi sodobni računalnik, ki ima program shranjen v lastnem pomnilniku.
  - nemška marka postane uradna valuta v Zvezni republiki Nemčiji.
- 24. junij - hladna vojna: pričetek blokade Berlina.
- 28. junij - s Stalinovim odlokom se prične obdobje informbiroja v Jugoslaviji.
- 29. julij – 14. avgust - poletne olimpijske igre v Londonu, prve po letu 1936.
- 15. avgust - Južna Koreja postane suverena država.
- 9. september - razglašena je Demokratična ljudska republika Koreja (Severna Koreja) s Kimom Il-sungom kot ministrskim predsednikom.
- 6. oktober - katastrofalni potres prizadene jugovzhod današnjega Turkmenistana.
- 12. november - mednarodno sodišče za vojne zločine v Tokiu obsodi generala Hidekija Tojo in šest drugih japonskih častnikov ter uradnikov na smrt za njihovo vlogo v drugi svetovni vojni.
- 1. december - Kostarika kot prva država v zgodovini ukine vojsko.
- 10. december - generalna skupščina OZN sprejme Splošno deklaracijo človekovih pravic.

## Rojstva
- 18. januar - Jani Golob, slovenski skladatelj in pedagog
- 4. februar - Alice Cooper, ameriški pevec
- 5. februar - Barbara Hershey, ameriška filmska igralka
- 13. februar - Ljerka Belak, slovenska igralka († 2021)
- 1. marec - Winston Rodney, jamajški pevec reggaeja, glasbenik
- 11. marec - Tomaž Domicelj, slovenski glasbenik
- 17. marec - William Gibson, ameriško-kanadski pisatelj
- 4. april - Joži Kališnik, slovenska pevka, članica Ansambla bratov Avsenik
- 13. april - Drago Jančar, slovenski pisatelj, dramatik in esejist
- 12. maj - Jevgenij Paladjev, kazahstanski hokejist († 2010)
- 25. junij - Vinko Šimek, slovenski komik
- 29. junij - Pedro Opeka, argentinsko-slovenski lazarist in misijonar
- 29. september - Theo Jörgensmann, nemški skladatelj
- 18. avgust - Maksimilijan Feguš, slovenski skladatelj in pedagog
- 30. avgust - Victor Skumin, ruski psiholog in zdravnik
- 26. september – Olivia Newton-John, britansko-avstralska pevka in igralka († 2022)
- 2. oktober - Avery Brooks, ameriški filmski igralec
- 28. oktober - Cvetka Tóth, slovenska filozofinja († 2020)
- 14. november - Charles, valižanski princ
- 18. november - Aleksander Mežek, slovenski glasbenik
- 6. december - Jošihide Suga, japonski politik in predsednik vlade

## Smrti
- 30. januar - Orville Wright, ameriški pionir letalstva (* 1871)
- 11. februar - Sergej Mihajlovič Eisenstein, ruski filmski režiser judovsko-nemškega rodu (* 1898)
- 30. januar - Mahatma Gandhi, indijski politik, voditelj (* 1869)
- 24. marec - Nikolaj Aleksandrovič Berdjajev, ruski filozof (* 1874)
- 10. junij - Mickey Marcus, judovski ameriški častnik, general (* 1902)
- 24. oktober - Franz Lehár, avstrijski skladatelj (* 1870)
- 29. november - Igo Gruden, slovenski pesnik in pravnik (* 1893)
- 15. december - Risto Savin, slovenski skladatelj, častnik (* 1859)

## Nobelove nagrade
- Fizika - Patrick Maynard Stuart Blackett
- Kemija - Arne Wilhelm Kaurin Tiselius
- Fiziologija ali medicina - Paul Hermann Müller
- Književnost - T. S. Eliot
- Mir - ni bila podeljena